# キャンベラ (客船)
キャンベラ (SS Canberra) はP&Oによって1961年から1997年にかけて運航された客船である。当初は定期航路に使用され、後にはクルーズ客船として用いられた。

## 船歴
北アイルランドベルファストのハーランド・アンド・ウルフ造船所で1,700万ポンドかけて建造され1960年3月16日にパティ・メンジスによって進水した。1958年3月17日、オーストラリアの首都キャンベラに因んで命名され、1961年4月28日に就航、ベルファストからサウサンプトンに向かった。
P&Oは、キャンベラをイギリス～オーストラリア間の定期航路 (P&Oオリエント航路) で運用するために建造した。しかし、ジェット旅客機の登場を待つまでもなく、この航路の需要は減少していた。それは、オーストラリアへの移民の減少と、第二次中東戦争によるスエズ運河の封鎖のために、採算が低下したためである。しかしながら、キャンベラは1974年にはクルーズに適応するよう改装された。定期航路用に建造されたものの、その後大きな改装を受けることもなくクルーズ客船として長く就航することになる。
キャンベラの特筆すべき項目はターボ・エレクトリック推進を搭載していた事である。推進軸と機械的に結合された大型のモーターによって推進した。それまで客船向けに製造された蒸気タービンの中で最強の出力を出すものだった。42,500馬力を発揮した。電気推進を採用した事は経済的に優位に立つ事が出来た。やがて、運航開始から30年以上経ち、1990年代にはディーゼルとガスタービンにより発電する電気推進船が就航した。
1982年、フォークランド紛争勃発に伴いイギリス国防省に徴用され輸送船として用いられた。その時のニックネームは大きな白い鯨 (Great White Whale) であった。
戦後キャンベラはアルゼンチン軍の兵士を国に送還し、その後サウサンプトンに帰還した。長い修理の後、キャンベラは観光船として民間サービスに復帰した。フォークランド紛争における功績によりキャンベラはイギリス国民によって非常に人気のある船となった。キャンベラのチケットの売り上げは大きく増加した。
しかしながら、最新の船に比べて燃費が悪く、運用コストがかかることと船齢の増加により、1997年に引退することとなった。最後の航海は10月10日から31日にかけて行われた。引退後はスクラップとして売却され、翌月パキスタンのガダニ海岸に牽引された。

## 仕様
- Official No 302649: Entered P&O service 19th May 1961
- Cargo capacity 150,000 ft³ (4,200 m³)
- Fuel consumption; 250- 300 tonnes/day at sea (approx)
- Water consumption, engines; 200 tonnes/day
- Water consumption, domestic; 600 tonnes/day
- Water production capacity; 450 tonnes/day